# Vithuvad musfågel
Vithuvad musfågel (Colius leucocephalus) är en fågel i familjen musfåglar inom ordningen musfåglar.

## Utseende och läten
Musfåglar är en unik grupp fåglar, smala, grå eller bruna med mjuka, hårliknande fjädrar och mycket långa smala stjärtar. Alla arter har kraftiga klor som är motstående så att de mycket akrobatiskt kan hänga uppochner i grenar för att komma åt sin föda. De har alla en tofs på huvudet och kraftiga näbbar.
Vithuvad musfågel är 29-31 centimeter lång, därtill en cirka 20 centimeter lång stjärt. Karakteristiskt är en vitaktig tofs som sträcker sig fram till näbben och svartvit marmorering på hals, övre delen av bröstet och ryggen. Den är blekare och gråare än vitkindad musfågel, med mestadels vitt huvud och vit näbb. Den mörkgrå huden kring ögat ser på håll ut som svarta ögonteckningar. Nedför ryggen har den även ett vitaktigt streck som dock vanligen endast ses i flykten. Kontaktlätet är ett knastrigt "tsik tsik" medan sången beskrivs som ett fallande "tsip-tsip tseeeer".

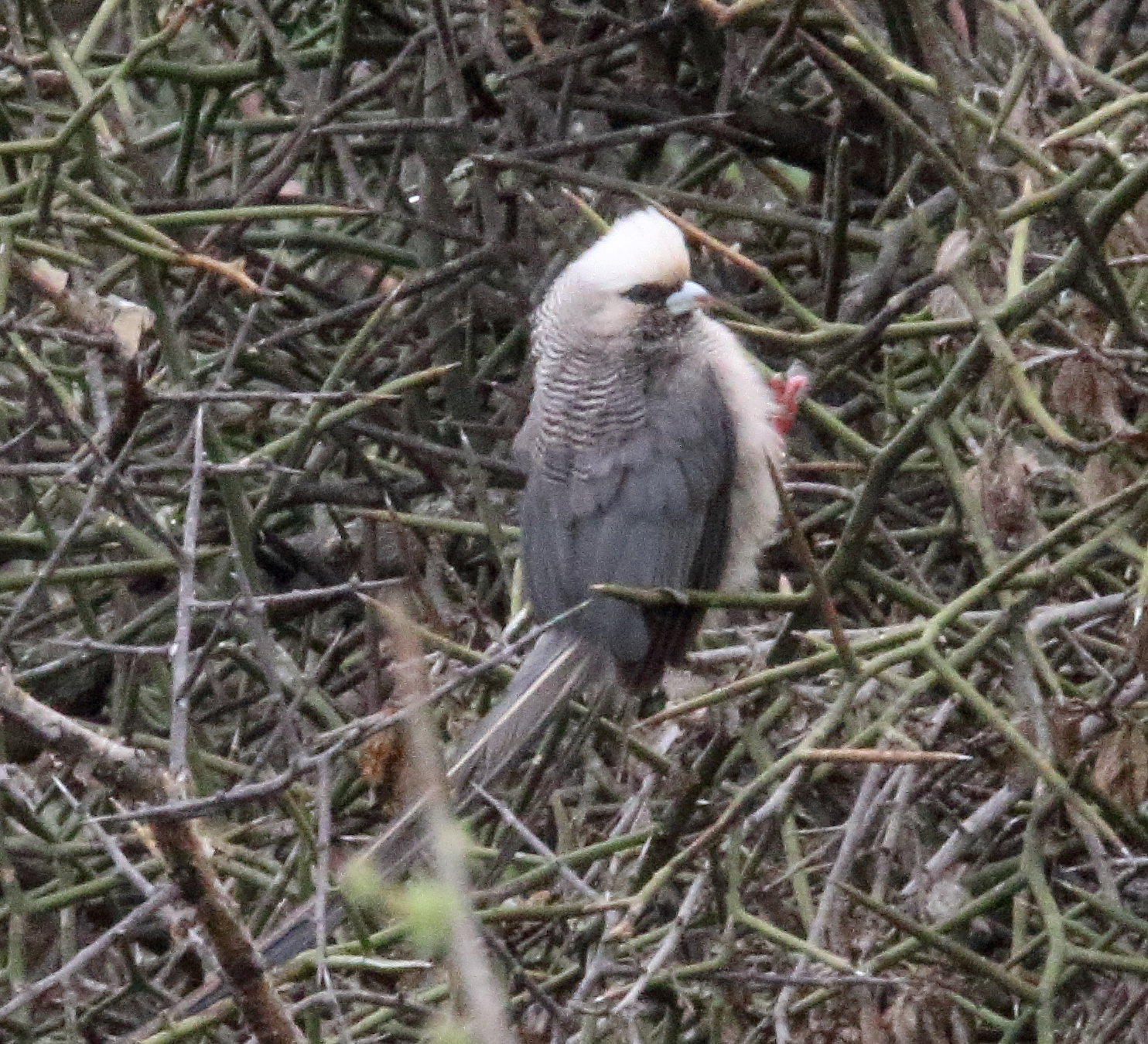

## Utbresdning och systematik
Vithuvad musfågel delas in i två underarter med följande utbredning:
- Colius leucocephalus leucocephalus – förekommer i torra områden i södra Somalia, Kenya (utom norra) och det allra nordöstligaste Tanzania
- Colius leucocephalus turneri – förekommer i norra Kenya (från Lake Turkana till Mt. Kenya och Isiolo)

## Levnadssätt
Musfåglarna har fått sitt namn ur det faktum att de är skogslevande och hoppar runt i lövverken likt gnagare i jakt på bär, frukt och knoppar. Vithuvad måsfågel ses i täta buskage och snår i arida miljöer upp till 1300 meters höjd. Den lägger ägg i juli i Somalia, juni–augusti i sydvästra och centrala Kenya och i februari, maj–juli och november i Tanzania.

## Status och hot
Arten har ett stort utbredningsområde och en stor population med stabil utveckling och tros inte vara utsatt för något substantiellt hot. Utifrån dessa kriterier kategoriserar internationella naturvårdsunionen IUCN arten som livskraftig (LC). Världspopulationen har inte uppskattats men den beskrivs som lokalt förekommande och relativt ovanlig.